# Irenen-Walzer
Irenen-Walzer ist ein Walzer von Johann Strauss (Sohn) (op. 32). Das Werk wurde um den 1. Februar 1847 in Ungarisch-Altenburg  erstmals aufgeführt.

## Einzelnachweis
1. ↑  Quelle: Englische Version des Booklets (Seite 103) in der 52 CDs umfassenden Gesamtausgabe der Orchesterwerke von Johann Strauß (Sohn), Hrsg. Naxos (Label). Das Werk ist als zweiter Titel auf der 39. CD zu hören.